# オールナイトニッポンサタデースペシャル 大倉くんと高橋くん
『オールナイトニッポンサタデースペシャル 大倉くんと高橋くん』（オールナイトニッポンサタデースペシャル おおくらくんとたかはしくん）は、ニッポン放送をキーステーションに全国34局同時ネットで2015年4月4日から2020年3月28日まで放送されていたラジオ番組。大倉忠義（関ジャニ∞）と高橋優の冠番組である。
また、オールナイトニッポン及びオールナイトニッポンサタデースペシャルシリーズの一つである。

## 概要
前番組の『福山雅治のオールナイトニッポンサタデースペシャル・魂のラジオ』の枠を受け継ぎ、再出発した上で、これまで、ニッポン放送で放送してきた男2人のパーソナリティを務める番組につけてきた○○君と○○君のタイトルも継承。
なお、大倉は2013年4月から2年間に渡ってニッポン放送で冠番組『関ジャニ∞大倉忠義 ラジオ好っきゃねん』、高橋は2011年2月から単発でオールナイトニッポンR（高橋優のオールナイトニッポンシリーズ）のパーソナリティを担当していた。大倉と高橋は、普段からお互いにプライベートで交流があり、アーティストとしても関ジャニ∞のアルバム『関ジャニズム』の中に収録されている「象」という曲を高橋が提供している。
リスナーの「やっちまった（失敗してしまった）こと」について電話で聞いた上で、そのリスナーからのリクエスト曲をかける。基本的には男性2名・女性1名と電話で話している。
高橋か大倉のいずれかが当番組放送日または翌日に地方でコンサートを行う場合は、その地域のネット局のスタジオか宿泊施設との2元放送か全編事前収録での放送となる。特に関ジャニ∞の全国ツアーの開催期間中はその状態が数週にわたり続く。
2020年3月1日未明（2月29日深夜）に放送された番組の終盤に、3月いっぱいを持って番組を終了することを明らかにした。その際に終了の理由として「二人のスケジュールを合わせることが難しくなってきた」ことが説明されている。

## コーナー
- イライラじゃんけん

BGM：Rage Against the Machine『Guerrilla Radio』（総合格闘技「PRIDE」テーマ曲）
普段あまりイライラすることのない、自称平和主義の大倉と高橋でもイライラしてしまうのではないかと思われることについてリスナーからメールを募り、対決形式で紹介するコーナー。イライラした回数が先に通算20回へと達した方が罰ゲームを行う。
対決は基本3試合（時間によっては2試合）。内容は日常的に起こりうる行動から、日常ではあり得ない状況がある。日常ではあり得ない状況は「ペットのスガシカオが逃げて、山崎まさよしを飼い始める」「お腹が痛い最中に蒼井優にトイレの場所を聞くと「人には人の乳酸菌」とだけ言われ、トイレを教えてくれない」「シルベスター・スタローンに騙され、窮地に追い込まれているのをスタローンが高笑いで見ている」「高橋優が「ぶーこりん」なる不思議ちゃんアイドル」（名前は「高橋優子」。一人称は「ぶーこ」で、きりたんぽの馬車に乗っている。秋田では『ずんだももか姫』と呼ばれている）など。
season1 - 大倉忠義の勝ち：敗者高橋優の罰ゲーム 2015年8月22日『0時より秋田弁禁止。喋れば1回（イントネーションは回数には含まれない）につき罰金1,000円（イライラじゃんけんではプラス英語禁止）』-結果的に70回喋り、ニッポン放送に70,000円支払う。罰金はノベルティの費用に充てられたことになっている。リスナーからは「80回以上話していた」とクレームが来たが、ディレクター判断の回数が金額化された。ちなみにその日の所持金は4,000円だったため、後日支払った。確定前の罰ゲームは「秋田の実家にだんじりが突入する」。
season2 - 大倉忠義の勝ち：敗者高橋優の罰ゲーム 2015年10月24日『0時より新潟で街中でリスナーを探して街頭インタビューする。達成出来ない場合はお米10人分プレゼント』-高橋はツアーで新潟県にいた（この日の放送は大倉が有楽町、高橋が新潟の特設スタジオで二元中継で行われた）。高橋ファンに見つかり大パニックが起こり人に囲まれた。さらに高橋は10月の新潟の夜中に半袖で街頭インタビューしたため寒さに震え自滅。
season3 - 大倉忠義の勝ち：敗者高橋優の罰ゲーム 2016年2月20日『行列の出来る高橋優オールスター人生相談所』-番組スタートからまもなく一周年を迎えるにあたり、これまで登場した高橋優のキャクターを総括する意味も込めてリスナーが指定したキャラになりきり、人生相談に真剣に答えていく。罰ゲーム執行中に登場したキャラクターはB'zの稲葉浩志をはじめ、さかなクン・平井堅・エディ・マーフィ・悪橋優などバラエティ豊富。エンディングでは、自ら一人サザエさんを披露し、大倉からはむちゃぶりで松井秀喜やタモリなどを完璧にこなし、罰ゲーム終了。
season4 - 大倉忠義の勝ち：敗者高橋優の罰ゲーム 2016年7月16日『ポーカーフェイスを貫き通せ！心を揺さぶられたら即足ツボフェスティバル』-タイトルの通りリスナーから送られてきたメールに心を揺さぶられたら足裏マッサージ店『Mcthy foot』のミッチー先生から足ツボマッサージを受けるというもの。「西内まりやちゃんがツイッターで優さんのこと名前の通り優しい人と言ってましたよ！嘘です。」などのメールに心を揺さぶられ足ツボを受けることに。最初嫌がっていた高橋だったが段々クセになっていったらしく、最終的には何故か大倉も足ツボマッサージを受けた。
season5 - 大倉忠義の勝ち：敗者高橋優の罰ゲーム 2016年12月17日『今年一番イライラしたこと！”えぇ～～！？”と言ったら低周波！』-リスナーが送ったメールに高橋の持ちネタ・マスオさんのモノマネで驚いたら腕に低周波が流れるというもの（この日の放送は大倉が有楽町、高橋が新潟の特設スタジオの二元中継で行われた）。低周波流す役・高橋のマネージャー池田さんのSっぷりが話題となった。大倉の「スタッフがみんな忘れちゃってて」というとぼけた説明により中盤で「英語を言ったらビリビリ」という新ルールが追加された。
season6 - 高橋優の勝ち：敗者大倉忠義の罰ゲーム 2017年7月1日『VRでマッサージ大作戦！』
season7 - 高橋優の勝ち：敗者大倉忠義の罰ゲーム 2017年10月21日『NGワードで罰ゲームスペシャル！』
season8 - 高橋優の勝ち：敗者大倉忠義の罰ゲーム 2018年3月3日『NGワードが出たら”空気注入”・英語喋ったら”風船破裂！”』
season9 - 大倉忠義の勝ち：敗者高橋優の罰ゲーム 2018年10月20日『NGワードで刺激的～』
season10 - 大倉忠義の勝ち：敗者高橋優の罰ゲーム 2019年5月11日『目指せ！東京オリンピック！！優くん、オリンピック標準記録に』
final season - 大倉忠義の勝ち：敗者高橋優の罰ゲーム 2020年3月28日『AD野上の独学足つぼマッサージ』

## ゲスト
2018年までゲスト出演することはなかったが、2019年より録音放送の際にゲスト出演することがある。この場合は冒頭の大倉と高橋の会話を省略してタイトルコールから始まる。
- 2019年7月20日 - 安田章大（関ジャニ∞）
- 2019年8月3日 - 谷中敦（東京スカパラダイスオーケストラ）
- 2019年11月30日 - 丸山隆平（関ジャニ∞）

## ピンチヒッター
- 2016年3月19日 -  福山雅治・荘口彰久（ゲスト︰バカリズム）
- 2016年12月31日[注 4]、2019年10月12日[注 5] - 吉田尚記（ニッポン放送アナウンサー）

## 番組テーマ曲
- オープニング：Ned's Atomic Dustbin「Saturday Night」
- エンディング：GOING STEADY「銀河鉄道の夜」

## ネット局
| 放送対象地域  | 放送局                        | 放送期間                     | 放送時間            | ネット状況 | 備考       |
| ------------- | ----------------------------- | ---------------------------- | ------------------- | ---------- | ---------- |
| 関東広域圏    | ニッポン放送（LF）            | 2015年4月4日 - 2020年3月28日 | 土曜 23:30 - 翌1:00 | 【制作局】 | 【制作局】 |
| 北海道        | 北海道放送（HBC）             | 2015年4月4日 - 2020年3月28日 | 土曜 23:30 - 翌1:00 | 同時ネット |            |
| 青森県        | 青森放送（RAB）               | 2015年4月4日 - 2020年3月28日 | 土曜 23:30 - 翌1:00 | 同時ネット |            |
| 岩手県        | IBC岩手放送（IBC）            | 2015年4月4日 - 2020年3月28日 | 土曜 23:30 - 翌1:00 | 同時ネット |            |
| 宮城県        | 東北放送（TBC）               | 2015年4月4日 - 2020年3月28日 | 土曜 23:30 - 翌1:00 | 同時ネット |            |
| 秋田県        | 秋田放送（ABS）               | 2015年4月4日 - 2020年3月28日 | 土曜 23:30 - 翌1:00 | 同時ネット |            |
| 山形県        | 山形放送（YBC）               | 2015年4月4日 - 2020年3月28日 | 土曜 23:30 - 翌1:00 | 同時ネット |            |
| 福島県        | ラジオ福島（rfc）             | 2015年4月4日 - 2020年3月28日 | 土曜 23:30 - 翌1:00 | 同時ネット |            |
| 茨城県        | 茨城放送（IBS）               | 2015年4月4日 - 2020年3月28日 | 土曜 23:30 - 翌1:00 | 同時ネット | [ 注 6 ]   |
| 山梨県        | 山梨放送（YBS）               | 2015年4月4日 - 2020年3月28日 | 土曜 23:30 - 翌1:00 | 同時ネット |            |
| 長野県        | 信越放送（SBC）               | 2015年4月4日 - 2020年3月28日 | 土曜 23:30 - 翌1:00 | 同時ネット |            |
| 新潟県        | 新潟放送（BSN）               | 2015年4月4日 - 2020年3月28日 | 土曜 23:30 - 翌1:00 | 同時ネット |            |
| 静岡県        | 静岡放送（SBS）               | 2015年4月4日 - 2020年3月28日 | 土曜 23:30 - 翌1:00 | 同時ネット |            |
| 富山県        | 北日本放送（KNB）             | 2015年4月4日 - 2020年3月28日 | 土曜 23:30 - 翌1:00 | 同時ネット |            |
| 石川県        | 北陸放送（MRO）               | 2015年4月4日 - 2020年3月28日 | 土曜 23:30 - 翌1:00 | 同時ネット |            |
| 福井県        | 福井放送（FBC）               | 2015年4月4日 - 2020年3月28日 | 土曜 23:30 - 翌1:00 | 同時ネット |            |
| 中京広域圏    | 東海ラジオ放送（SF）          | 2015年4月4日 - 2020年3月28日 | 土曜 23:30 - 翌1:00 | 同時ネット | [ 注 6 ]   |
| 滋賀県 京都府 | KBS滋賀 京都放送（KBS）       | 2015年4月4日 - 2020年3月28日 | 土曜 23:30 - 翌1:00 | 同時ネット | [ 注 6 ]   |
| 近畿広域圏    | 朝日放送ラジオ（ABC）         | 2015年4月4日 - 2020年3月28日 | 土曜 23:30 - 翌1:00 | 同時ネット |            |
| 鳥取県 島根県 | 山陰放送（BSS）               | 2015年4月4日 - 2020年3月28日 | 土曜 23:30 - 翌1:00 | 同時ネット |            |
| 岡山県        | RSK山陽放送（RSK）            | 2015年4月4日 - 2020年3月28日 | 土曜 23:30 - 翌1:00 | 同時ネット |            |
| 広島県        | 中国放送（RCC）               | 2015年4月4日 - 2020年3月28日 | 土曜 23:30 - 翌1:00 | 同時ネット |            |
| 山口県        | 山口放送（KRY）               | 2015年4月4日 - 2020年3月28日 | 土曜 23:30 - 翌1:00 | 同時ネット |            |
| 香川県        | 西日本放送（RNC）             | 2015年4月4日 - 2020年3月28日 | 土曜 23:30 - 翌1:00 | 同時ネット |            |
| 愛媛県        | 南海放送（RNB）               | 2015年4月4日 - 2020年3月28日 | 土曜 23:30 - 翌1:00 | 同時ネット |            |
| 徳島県        | 四国放送（JRT）               | 2015年4月4日 - 2020年3月28日 | 土曜 23:30 - 翌1:00 | 同時ネット |            |
| 高知県        | 高知放送（RKC）               | 2015年4月4日 - 2020年3月28日 | 土曜 23:30 - 翌1:00 | 同時ネット |            |
| 福岡県        | RKB毎日放送（RKB）            | 2015年4月4日 - 2020年3月28日 | 土曜 23:30 - 翌1:00 | 同時ネット | [ 注 7 ]   |
| 佐賀県 長崎県 | NBCラジオ佐賀 長崎放送（NBC） | 2015年4月4日 - 2020年3月28日 | 土曜 23:30 - 翌1:00 | 同時ネット |            |
| 熊本県        | 熊本放送（RKK）               | 2015年4月4日 - 2020年3月28日 | 土曜 23:30 - 翌1:00 | 同時ネット |            |
| 大分県        | 大分放送（OBS）               | 2015年4月4日 - 2020年3月28日 | 土曜 23:30 - 翌1:00 | 同時ネット |            |
| 宮崎県        | 宮崎放送（mrt）               | 2015年4月4日 - 2020年3月28日 | 土曜 23:30 - 翌1:00 | 同時ネット |            |
| 鹿児島県      | 南日本放送（MBC）             | 2015年4月4日 - 2020年3月28日 | 土曜 23:30 - 翌1:00 | 同時ネット |            |
| 沖縄県        | ラジオ沖縄（ROK）             | 2015年4月4日 - 2020年3月28日 | 土曜 23:30 - 翌1:00 | 同時ネット | [ 注 6 ]   |

| 放送対象地域 | 放送局                   | 放送期間                     | 放送時間            | ネット状況 |
| ------------ | ------------------------ | ---------------------------- | ------------------- | ---------- |
| 日本全国     | radiko・radikoプレミアム | 2018年4月7日 - 2020年3月28日 | 土曜 23:30 - 翌1:00 | 同時ネット |

## スタッフ
- ディレクター：金子司
- AD：野上大貴
- 構成：石川昭人、畠山健
- ミキサー：大沢和隆

### 過去のスタッフ
- ディレクター：冨山雄一、加川峻